# Hugo Bücking

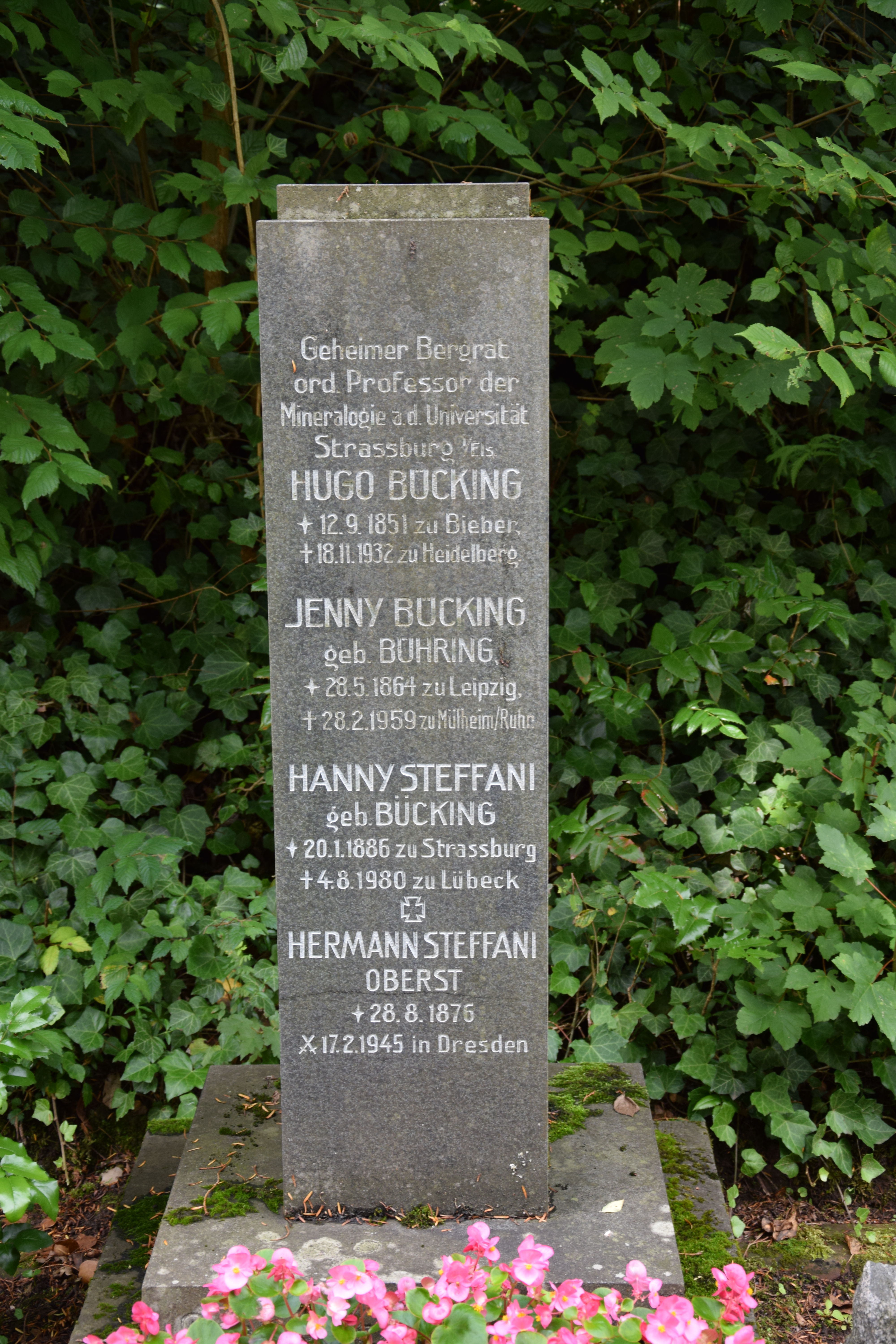
Grab von Hugo Bücking auf dem Marburger Hauptfriedhof (2017)

Hugo Bücking (* 12. September 1851 in Bieber im Spessart; † 18. November 1932 in Heidelberg) war ein deutscher Geologe und Mineraloge.

## Leben
Bücking wurde als Sohn eines Bergwerksbeamten geboren. Während seines Studiums wurde er 1870 Mitglied der Landsmannschaft Grimensia Leipzig. Bücking wurde 1874 an der Universität Marburg zum Dr. phil. promoviert und nach einer Assistenzzeit bei Paul Heinrich von Groth in Straßburg 1879 an der Universität Berlin habilitiert. 1881 wurde er außerordentlicher Professor an der Universität Kiel. 1882 war er ordentlicher Professor für Mineralogie und Geologie, sowie Direktor des mineralogischen Museums und Institutes an der Universität Kiel. 1883 wurde er Direktor der Geologischen Landesanstalt von Elsass-Lothringen und Professor der Mineralogie an der Universität Straßburg, als Nachfolger seines Lehrers Groth.
Da nach dem Ersten Weltkrieg der Elsass französisch wird, muss Bücking 1919 seine Position verlassen. Er wird ersetzt durch Georges Friedel und geht als emeritierter Professor nach Heidelberg, wo er als Kaiserlicher Geheimer Bergrat und korrespondierendes Mitglied der physikalisch-mathematischen Klasse der Heidelberger Akademie der Wissenschaften, im Alter von 82 Jahren verstirbt.
Bücking stellte quantitative Messungen zum photoelastischen Verhalten von Kristallen an. Zudem hatte er mehrere hundert Sorten von Kristallstrukturen, die unterschiedlichster Herkunft sind, identifiziert und auf ihre chemischen Anwendungen hin experimentell untersucht. Auch hat Bücking die geologische Erforschung des Nordspessarts eingeleitet.
1879 bis 1881 war er bei der Preußischen Geologischen Landesanstalt (PGLA).

## Ehrungen und Auszeichnungen
- 1930: Ehrenmitglied im Oberrheinischen Geologischen Verein (OGV)

## Mitgliedschaften
- 1878 Oberrheinischer Geologischer Verein (OGV)
- Königlich-Preußische Akademie der Wissenschaften in Berlin

## Schriften
- Geologische Karte von Attika / begonnen von Richard Lepsius [(1851–1915)] u. H[ugo] Bücking, fortgeführt u. hrsg. von Richard Lepsius. Auf Kosten der Kgl. Preuss. Akademie d. Wissenschaften. Ausgabe im Maasstabe 1:25 000. Berlin: Reimer, 1891
- Geologischer Führer durch die Rhön. Verlag Borntraeger, 1916
- Vorläufiger Bericht über die geologische Untersuchung von Olympia. 1881
- Über die Lagerungsverhältnisse der älteren Schichten in Attika. 1884
- Neue Mineralfunde von Westeregeln. 1885
- Der Nordwestliche Spessart. Abhandlungen der Königlich Preussischen Geologischen Landesanstalt, Neue Folge, Heft 12, 274 S., 3 Taf., Schropp, Berlin 1892 Archive
- Sulfoborit, ein neues krystallisiertes Borat von Westeregeln. 1893
- Geologie der Rhön. Fuldaer Actiendruckerei, 1908
- Ueber Basalt vom südöstlichen Vogelsberg und von Schwarzenfels in Hessen. 1878
- Zur Geologie von Nord- und Ost-Sumatra. 1904
- Die nutzbaren Mineralien und Gebirgsarten im Deutschen Reiche. 1906